# Kasteel Ter Balk
Het Kasteel Ter Balk is een kasteel in de tot de Vlaams-Brabantse gemeente Kampenhout behorende plaats Nederokkerzeel, gelegen aan de Waterstraat 53.

## Geschiedenis
In 1145 werd de Sint-Michielsabdij te Antwerpen de eigenaar van dit goed, waarvan de eerste schriftelijke vermelding uit 1230 dateert.
Eind 17e eeuw werd de bedding van de Molenbeek opgehoogd waarbij de beek ook over enkele andere beken werd gevoerd. Zo kwam de beek ter hoogte van Ter Balk 2 meter boven het maaiveld te liggen. Daar dreef hij de Balktemolen aan, een onderslagmolen die fungeerde als korenmolen.
Deze watermolen was geïntegreerd in een gebouw dat in de 17e en 18e eeuw werd gebouwd en uit vier vleugels rond een binnenplaats bestond en waar de Molenbeek onderdoor stroomde, maar in 1909 werd hij buiten bedrijf genomen. In 1912 kregen de gebouwen het uitzicht van een kasteel. Er werd materiaal bij gebruikt dat van andere gebouwen afkomstig was. Ook in 1968-1969 vond een verbouwing plaats. Het resultaat was een kasteeltje in neotraditionele stijl. De benedenverdieping is grotendeels in zandsteen uitgevoerd, het overige in baksteen met zandstenen speklagen. Het kasteeltje is voorzien van trapgevels en een torentje.
Het parkachtig domein bevat enkele vijvers en enkele monumentale bomen.
- Inventaris van het Bouwkundig Erfgoed (Vlaanderen): 134120